# Sara Kelany
Sara Kelany (Formia, 8 giugno 1978) è una politica italiana con cittadinanza egiziana, dal 13 ottobre 2022 deputata alla Camera per Fratelli d'Italia.

## Biografia
Nata l'8 giugno 1978 a Formia, in provincia di Latina, figlia di un egiziano immigrato in Italia alla fine degli anni '60 e di madre italiana, si è laureata in giurisprudenza e dal 2010 esercita la professione di avvocato. Vive a Sperlonga e ha tre figli.
Ha iniziato la sua militanza prima nel Fronte della Gioventù, l'organizzazione giovanile del Movimento Sociale Italiano-Destra Nazionale, e proseguendo poi in Azione Giovani, l'organizzazione giovanile di Alleanza Nazionale (AN), diventando un punto di riferimento di AN a Sperlonga (Latina). All'interno di Fratelli d'Italia si è occupata spesso di immigrazione.
Alle elezioni politiche anticipate del 2022 viene candidata alla Camera dei deputati, tra le liste di Fratelli d'Italia come capolista nel collegio plurinominale Lombardia 2 - 02, venendo eletta deputata. Nella XIX legislatura è componente della 1ª Commissione Affari Costituzionali, della Presidenza del Consiglio e interni, della Commissione parlamentare per l'indirizzo generale e la vigilanza dei servizi radiotelevisivi e della Giunta per il Regolamento.
Ad agosto 2023 viene nominata Responsabile del dipartimento Immigrazione di Fratelli d'Italia 
appena creato.
Nel 2025 ha suscitato polemiche giornalistiche la sua presa di posizione sul CSM che i laici espressione dei Partiti di governo hanno paralizzato per non dover discutere del caso del giudice Piccirillo dileggiato e intimidito dal Ministro Nordio